# Ferragosto (Righeira)
Ferragosto è un singolo del duo musicale italiano Righeira, pubblicato il 1º giugno 1990 dalla EMI Italiana.

## Tracce
7" – 06 2039677 (Italia)
- Lato A

1. Ferragosto (Single Edit) – 4:01

- Lato B

1. Dimmi di no (Edit) – 4:27

12" – MQR 0009 (Italia)
- Lato A

1. Ferragosto (No Time to Sleep House Mix) – 5:15

1. Ferragosto (Single Edit) – 4:01

- Lato B

1. Plus Fort (University Mix) – 4:27

1. Dimmi di no (Edit) – 4:27

## Formazione
Righeira
- Johnson Righeira – voce
- Michael Righeira – voce

## Classifiche
| Classifica (1990) | Posizione massima |
| ----------------- | ----------------- |
| Italia            | 44                |